# Drentsche Aa
Pour les articles homonymes, voir Aa.
Le Drentsche Aa est une rivière néerlandaise des provinces de Drenthe et de Groningue.

## Géographie
Le Drentsche Aa a bien conservé son cours sinueux aux multiples méandres. Une des particularités de cette rivière est son grand nombre de noms différents.
Le Drentsche Aa (qui ne s'appelle comme ça que dans la partie groningoise de son trajet) naît au confluent de l'Anreeperdiep et de l'Amerdiep, au sud-est d'Assen dans la commune de Midden-Drenthe. À partir de cet endroit, la rivière s'appelle successivement Deurzerdiep, Looner Diep, Taarlosche Diep, Oudemolensche Diep, Schipborgsche Diep et Westerdiep ; dans la plupart des cas elle est donc nommée d'après le village de proximité. Après seulement, quand elle forme la frontière entre les provinces de Drenthe et de Groningue, elle prend son nom le mieux connu de Drentsche Aa. La rivière passe sous le Noord-Willemskanaal ; après ce passage, elle s'appelle Oude Aa. C'est sous ce nom que la rivière se jette dans l'Eelder Schipsloot, qui se jette dans le Noord-Willemskanaal.

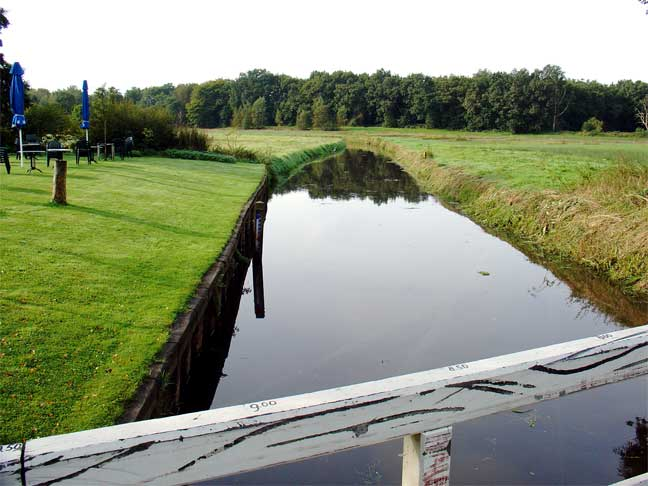
Drentsche Aa à Schipborg

## Affluents
Le Drentsche Aa a plusieurs affluents, dont le principal s'appelle d'abord Andersche Diep, puis Rolderdiep et Gasterensche Diep, et qui se jette dans le Drentsche Aa à l'endroit où son nom change de Taarlosche Diep en Oudemolensche Diep. Deux autres, plus petits, affluents sont le Anloërdiepje et le Zeegserloopje.

## Histoire
Le Hoornsediep qui passe à côté du lac Paterswoldsemeer est un reliquat de l'ancien cours de la rivière. Dans la Groningue, autrefois traversée par le Drentsche Aa, quelques noms de rues (Hoge der A, Lage der A, A-Kerkhof) et le nom de l'église Der Aa rappellent son passage.
Historiquement, le Drentsche Aa rejoignait le Selwerderdiepje (ancien cours de la Hunze) près de Wierumerschouw pour former, à leur confluent, le Reitdiep. Le parcours au nord de Groningue est toutefois très difficilement reconnaissable, à cause de l'ensablement de la rivière.
En 2002 une partie du paysage entourant la rivière a été protégé sous le nom de Parc national du Drentsche Aa.

## Source
- (nl) Cet article est partiellement ou en totalité issu de l’article de Wikipédia en néerlandais intitulé « Drentsche Aa » (voir la liste des auteurs).